# Kecamatan Praya Tengah
Kecamatan Praya Tengah är ett distrikt i Indonesien.   Det ligger i provinsen Nusa Tenggara Barat, i den sydvästra delen av landet, 1 100 km öster om huvudstaden Jakarta. Kecamatan Praya Tengah ligger på ön Lombok Island.